# Museo Marítimo Internacional de Hamburgo
El Museo Marítimo Internacional de Hamburgo (en alemán, Internationales Maritimes Museum Hamburg, IMMH) es un museo privado de la ciudad-estado de Hamburgo, al norte de Alemania.
El museo, ubicado en la HafenCity, contiene las colecciones privadas del expolítico hamburgués Peter Tamm, que comprenden desde modelos de barcos hasta planes de construcción, piezas de astilleros, uniformes y arte marítimo y naval. En total dispone de más de 40 000 objetos y más de un millón de fotografías. El museo abrió sus puertas al público en 2008.

## Exhibición
La superficie de exhibición tiene unos 12 000 metros cuadrados distribuidos en once plantas:
- Planta baja: Área de recepción; restaurante; tienda del museo.

- Primera planta: Exploradores, navegación, comunicaciones; zona de niños.
- Segunda planta: Los barcos de vela - de la antigüedad a los veleros de la Hanse, los Cap hornier y los piratas.
- Tercera planta: El desarrollo de la construcción de barcos e ingeniería naval.
- Cuarta planta: La vida en alta mar, armamento naval.
- Quinta planta: Armadas del mundo (de 1815 a la actualidad).
- Sexta planta: Barcos de las marinas mercantes, cruceros y puertos civiles.
- Séptima planta: Investigación marina, energía y explotación pesquera.
- Octava planta: Arte marítimo.
- Novena planta: El mundo de los modelos de barcos, deportes acuáticos.
- Décima planta: Foro cultural; exhibiciones especiales.

Adicionalmente a las exhibiciones permanentes, el museo ha alojado varios eventos especiales, como la exposición sobre las exploraciones marítimas de los vikingos.